# Euphorbia ivanjohnstonii
Euphorbia ivanjohnstonii är en törelväxtart som beskrevs av Marshall Conring Johnston. Euphorbia ivanjohnstonii ingår i släktet törlar, och familjen törelväxter. Inga underarter finns listade i Catalogue of Life.